# 似細身光唇魚
似細身光唇鱼（学名：Acrossocheilus rendahli），又稱似細身石𩼧，为輻鰭魚綱鯉形目鲤科光唇鱼属的其中一种，该物种主要分布于中国南部以及越南北部，體長可達17.3公分，棲息在河川底中層水域，生活習性不明。

## 扩展阅读
維基物種上的相關：似細身光唇鱼